# Oostenrijk op de Olympische Zomerspelen 2000
Oostenrijk nam deel aan de Olympische Zomerspelen 2000 in Sydney, Australië. 

## Medailleoverzicht
| Sport    | Olympiër                           | Discipline         | Medaille |
| -------- | ---------------------------------- | ------------------ | -------- |
| Zeilen   | Christoph Sieber                   | mistral (m)        | Goud     |
| Zeilen   | Roman Hagara Hans-Peter Steinacher | tornado klasse (m) | Goud     |
| Atletiek | Stephanie Graf                     | 800m (v)           | Zilver   |

## Deelnemers en resultaten

### Atletiek
| Olympiër              | Discipline               | Resultaat | Prestatie |
| --------------------- | ------------------------ | --------- | --- |
| Martin Lachkovics     | 100m (m)                 | 32e       | serie 1: 4de in 10,41 kwartfinale 2: 8ste in 10,44 |
| Martin Lachkovics     | 200m (m)                 | 39e       | serie 6: 4de in 21,00 |
| Elmar Lichtenegger    | 110m horden (m)          | 13e       | serie 5: 4de in 13,65 kwartfinale 3: 4de in 13,73 halve finale 2: 8ste in 13,59 |
| Günther Weidlinger    | 3000m steeplechase (m)   | 8e        | serie 1: 3de in 8.24,07 finale: 8ste in 8.26,70 |
| Michael Buchleitner   | marathon (m)             | 33e       | 2:19.26 |
| Gregor Hoegler        | speerwerpen (m)          | 17e       | kwalificatie groep A: 10de met 80,89m |
| Klaus Ambrosch        | tienkamp (m)             | 18e       | 100m: 19de in 11,01 verspringen: 14de met 7,17m kogelstoten: 5de met 15,30m hoogspringen: 28ste met 1,91m 400m: 26ste in 50,23 110m horden: 19de in 14,92 discuswerpen: 19de met 41,22m polsstokhoogspringen: 22ste met 4,60m speerwerpen: 2de met 67,94m 1500m: 19de in 4.40,94 totaal: 7917 punten |
|                       |                          |           | |
| Karin Mayr            | 100m (v)                 | 34e       | serie 1: 4de in 11,50 |
| Karin Mayr            | 200m (v                  | 43e       | serie 4: 6de in 23,90 |
| Stephanie Graf        | 800m (v)                 | Zilver    | serie 5: 1ste in 1.58,39 halve finale 2: 1ste in 1.57,56 finale: 2de in 1.56,64 (NR) |
| Susanne Pumper        | 5000m (v)                | 16e       | serie 2: 5de in 15.16,66 |
| Linda Horvath         | hoogspringen (v)         | 25e       | kwalificatie groep B: 12de met 1,89m |
| Doris Auer            | polsstokhoogspringen (v) | 9e        | kwalificatie groep B: 6de met 4,30m finale: 9de met 4,25m |
| Valentina Fedjuschina | kogelstoten (v)          | 12e       | kwalificatie groep B: 5de met 17,84m finale: 12de met 17,14m |

### Handbal
| Olympiër | Discipline | Resultaat | Prestatie |
| --- | ---------- | --------- | --- |
| Ausra Fridrikas Barbara Strass Doris Meltzer Iris Morhammer Laura Fritz Natalia Rusnatchenko Sorina Teodorovic Stanka Bozovic Steffi Ofenböck Svetlana Mugoša-Antić Tanja Logvin Tatjana Dschandschgawa Birgit Engl Ariane Maier Rima Sypkus | vrouwen    | 5e        | groep B: 3de V van Denemarken: 26-30 W van Brazilië: 45-26 W van Australië: 39-10 V van Noorwegen: 21-24 kwartfinale: V van Hongarije: 27-28 5-8ste plek: W van Roemenië: 29-23 5-6de plek: W van Frankrijk: 33-32 |

| Groep B |            |             |             |             |             |            |            |            |        |
| #       | Land       | Wedstrijden | Wedstrijden | Wedstrijden | Wedstrijden | Doelpunten | Doelpunten | Doelpunten | Punten |
| #       | Land       | G           | W           | G           | V           | V          | T          | Saldo      | Punten |
| 1       | Noorwegen  | 4           | 4           | 0           | 0           | 101        | 72         | +29        | 8      |
| 2       | Denemarken | 4           | 3           | 0           | 1           | 124        | 83         | +41        | 6      |
| 3       | Oostenrijk | 4           | 2           | 0           | 2           | 131        | 90         | +41        | 4      |
| 4       | Brazilië   | 4           | 1           | 0           | 3           | 100        | 133        | -33        | 2      |
| 5       | Australië  | 4           | 0           | 0           | 4           | 59         | 137        | -78        | 0      |

| Ronde        | Datum  | Plaats     | Land  | Score      | Land |
| ------------ | ------ | ---------- | ----- | ---------- | ---- |
| Groepsfase   |        |            |       |            |      |
| 19 september | Sydney | Oostenrijk | 26-30 | Denemarken |      |
| 21 september | Sydney | Brazilië   | 26-45 | Oostenrijk |      |
| 23 september | Sydney | Oostenrijk | 39-10 | Australië  |      |
| 25 september | Sydney | Noorwegen  | 24-21 | Oostenrijk |      |
| Kwartfinale  |        |            |       |            |      |
| 28 september | Sydney | Noorwegen  | 27-28 | Oostenrijk |      |
| 5-8ste plek  |        |            |       |            |      |
| 30 september | Sydney | Oostenrijk | 29-23 | Roemenië   |      |
| 5-6de plek   |        |            |       |            |      |
| 1 oktober    | Sydney | Frankrijk  | 32-33 | Oostenrijk |      |

### Judo
| Olympiër          | Discipline | Resultaat | Prestatie                                                                                  |
| ----------------- | ---------- | --------- | ------------------------------------------------------------------------------------------ |
| Christoph Stangl  | -73kg (m)  | 22e       | 1ste ronde: vrij 2de ronde: V van POL Lewak: ippon                                         |
| Patrick Reiter    | -81kg (m)  | 22e       | 1ste ronde: vrij 2de ronde: V van GER Wanner: yuko                                         |
| Franz Birkfellner | -100kg (m) | 17e       | 1ste ronde: vrij 2de ronde: W van DOM Geraldino: waza-ari 3de ronde: V van USA Hand: ippon |

### Kanovaren
| Olympiër                 | Discipline | Resultaat | Prestatie |
| Slalom                   | Slalom     | Slalom    | Slalom |
| ------------------------ | ---------- | --------- | --- |
| Manuel Köhler            | K-1 (m)    | 6e        | voorronde: 7de run 1: 6de in 128,34 run 2: 7de in 127,45 totaal: 253,94 finale: 6de run 1: 10de in 115,06 run 2: 4de in 111,74 totaal: 226,80     |
| Helmut Oblinger          | K-1 (m)    | 4e        | voorronde: 4de run 1: 1ste in 125,94 run 2: 8ste in 128,00 totaal: 253,94 finale: 4de run 1: 4de in 112,58 run 2: 10de in 113,87 totaal: 226,45   |
|                          |            |           | |
| Violetta Oblinger-Peters | K-1 (v)    | 15e       | voorronde: 10de run 1: 7de in 149,71 run 2: 16de in 158,77 totaal: 308,48 finale: 15de run 1: 15de in 145,64 run 2: 13de in 136,65 totaal: 282,29 |

### Paardensport
| Olympiër           | Discipline  | Resultaat | Prestatie |
| Dressuur           | Dressuur    | Dressuur  | Dressuur |
| ------------------ | ----------- | --------- | --- |
| Peter Gmoser       | individueel | 21e       | Grand Prix test: 24ste met 65,52% Grand Prix Special: 21ste met 66,51% |
| Stefan Peter       | individueel | 38e       | Grand Prix test: 38ste met 63,80% |
| Springconcours     |             |           | |
| Anton-Martin Bauer | individueel | 26e       | kwalificatie: 50ste 1ste ronde: 65ste met 24,50 strafpunten 2de ronde: 24ste met 8 strafpunten 3de ronde: 20ste met 8 strafpunten totaal: 40,50 strafpunten finale: 26ste 1ste ronde: 20ste met 12 strafpunten 2de ronde: 26ste met 16 strafpunten totaal: 28 strafpunten |

### Roeien
| Olympiër                                                           | Discipline             | Resultaat | Prestatie |
| ------------------------------------------------------------------ | ---------------------- | --------- | --- |
| Raphael Hartl Horst Nußbaumer Arnold Jonke Norbert Lambing         | dubbel-vier (m)        | 11e       | serie 2: 4de in 5.59,41 herkansingen: 2de in 6.05,65 halve finale 2: 5de in 6.00,27 finale B: 5de in 5.57,58 |
| Helfried Jurtschitsch Bernd Wakolbinger Martin Kobau Wolfgang Sigl | lichte vier-zonder (m) | 9e        | serie 2: 3de in 6.16,94 halve finale 1: 4de in 6.10,11 finale B: 3de in 6.10,11                              |

### Schermen
| Olympiër                                     | Discipline     | Resultaat | Prestatie                                                                                              |
| -------------------------------------------- | -------------- | --------- | --- |
| Oliver Kayser                                | degen (m)      | 20e       | 1ste ronde: vrij 2de ronde: V van CHN Zhao: 12-15                                                      |
| Christoph Marik                              | degen (m)      | 26e       | 1ste ronde: vrij 2de ronde: V van FRA Srecki: 10-15                                                    |
| Michael Switak                               | degen (m)      | 27e       | 1ste ronde: W van KAZ Shabalin: 14-13 2de ronde: V van ITA Rota: 11-15                                 |
| Oliver Kayser Christoph Marik Michael Switak | degen team (m) | 10e       | 1ste ronde: V van Wit-Rusland: 44-45 9-11de plek: W van China: 45-35 9-10de plek: V van Estland: 44-45 |
| Michael Ludwig                               | floret (m)     | 22e       | 1ste ronde: vrij 2de ronde: V van CUB Tucker: 5-15                                                     |
| Joachim Wendt                                | floret (m)     | 22e       | 1ste ronde: vrij 2de ronde: V van POR Gomes: 12-15                                                     |
|                                              |                |           | |
| Oliver Kayser                                | degen (v)      | 20e       | 1ste ronde: vrij 2de ronde: W van AUS Halls: 15-14 3de ronde: V van FRA Flessel-Colovic: 12-15         |

### Schietsport
| Olympiër            | Discipline                 | Resultaat | Prestatie                                               |
| ------------------- | -------------------------- | --------- | ------------------------------------------------------- |
| Thomas Farnik       | 10m luchtgeweer (m)        | 18e       | kwalificatie: 18de met 588 punten (97-98-99-98-98-98)   |
| Mario Knögler       | 10m luchtgeweer (m)        | 9e        | kwalificatie: 9de met 591 punten (97-99-99-99-99-98)    |
| Wolfram Waibel, Jr. | 10m luchtgeweer (m)        | 18e       | kwalificatie: 18de met 588 punten (99-95-100-98-98-98)  |
| Thomas Farnik       | 50m geweer 3 houdingen (m) | 12e       | kwalificatie: 12de met 1162 punten (393-387-382)        |
| Mario Knögler       | 50m geweer 3 houdingen (m) | 9e        | kwalificatie: 9de met 1264 punten (397-386-381)         |
| Thomas Farnik       | 50m geweer 3 houdingen (m) | 44e       | kwalificatie: 44ste met 585 punten (98-97-100-97-96-97) |
| Mario Knögler       | 50m geweer 3 houdingen (m) | 9e        | kwalificatie: 9de met 596 punten (99-100-99-100-100-98) |
|                     |                            |           |                                                         |
| Monika Haselsberger | 10m luchtgeweer (v)        | 9e        | kwalificatie: 9de met 393 punten (97-98-99-99)          |

### Schoonspringen
| Olympiër                             | Discipline              | Resultaat | Prestatie                                                                                          |
| ------------------------------------ | ----------------------- | --------- | -------------------------------------------------------------------------------------------------- |
| Richard Frece                        | 3m plank (m)            | 31e       | voorronde: 31ste met 328,68 punten                                                                 |
|                                      |                         |           | |
| Marion Reiff                         | 10m toren (v)           | 37e       | voorronde: 37ste met 206,55 punten                                                                 |
| Anja Richter-Libiseller              | 10m toren (v)           | 7e        | voorronde: 6de met 314,31 punten halve finale: 7de met 483,09 punten finale: 7de met 482,16 punten |
| Marion Reiff Anja Richter-Libiseller | 10m toren synchroon (v) | 4e        | 294,00 punten                                                                                      |

### Taekwondo
| Olympiër        | Discipline | Resultaat | Prestatie |
| --------------- | ---------- | --------- | --- |
| Tuncay Çalışkan | -68kg (m)  | 4e        | voorronde: V van KOR Sin: 3-7 herkansingen: W van RUS Dzitiev: 6-0 herkansingen 2: W van GER Acharki: 7-7 bronzen finale: V van IRI Saei: 2-4 |

### Tafeltennis
| Olympiër                | Discipline     | Resultaat | Prestatie |
| ----------------------- | -------------- | --------- | --- |
| Werner Schlager         | enkelspel (m)  | 5e        | groepsfase: vrij 2de ronde: W van NED Heister: 3-2 (13-21, 8-21, 21-19, 21-19, 21-12) 3de ronde: W van GER Boll: 3-2 (24-22, 19-21, 17-21, 21-13, 21-16) 4de ronde: V van CHN Kong: 2-3 (14-21, 21-13, 22-20, 10-21, 14-21) |
| Ding Yi                 | enkelspel (m)  | 33e       | groep N: 2de V van TPE Chang: 0-3 (19-21, 13-21, 18-21) W van TUN Hamam: 3-0 (21-9, 21-17, 21-10) |
| Werner Schlager Ding Yi | dubbelspel (m) | 5e        | groepsfase: vrij 2de ronde: W van NED Heister/Keen: 3-0 (22-20, 21-14, 21-17) kwartfinale: V van FRA Chila/Gatien: 2-3 (21-15, 21-19, 19-21, 17-21, 20-22)                                                                  |
|                         |                |           | |
| Liu Jia                 | enkelspel (v)  | 17e       | groep H: 1ste W van CUB Ramírez: 3-0 (21-6, 21-16, 21-12) W van CRO Aganović: 3-1 (21-17, 19-21, 21-12, 21-7) 2de ronde: V van SIN Li: 1-3 (13-21, 17-21, 21-18, 17-21)                                                     |
| Liu Jia Judith Herczig  | dubbelspel (v) | 17e       | groep A: 2de W van CAN Roussy/Geng: 2-1 (12-21, 21-10, 21-18) V van AUS Miao/Zhou: 1-2 (21-16, 13-21, 17-21) |

### Tennis
| Olympiër                         | Discipline     | Resultaat | Prestatie |
| -------------------------------- | -------------- | --------- | --- |
| Sylvia Plischke                  | enkelspel (m)  | 33e       | 1ste ronde: V van ARG Grande: 2-6, 2-6 |
| Barbara Schett                   | enkelspel (m)  | 5e        | 1ste ronde: W van AUS Molik: 7-6, 6-2 2de ronde: W van ARG Salerni: 7-6, 6-4 3de ronde: W van FRA Halard-Decugis: 2-6, 6-2, 6-1 kwartfinale: V van RUS Dementieva: 6-2, 2-6, 2-6 |
| Patricia Wartusch                | enkelspel (m)  | 17e       | 1ste ronde: W van BLR Barabanschikova: 6-4, 6-2 2de ronde: V van ESP Vicario: 2-6, 4-6                                                                                           |
| Barbara Schett Patricia Wartusch | dubbelspel (m) | 17e       | 1ste ronde: V van BLR Barabanschikova/Zvereva: 2-6, 2-6 |

### Triatlon
| Olympiër            | Discipline | Resultaat | Prestatie  |
| ------------------- | ---------- | --------- | ---------- |
| Johannes Enzenhofer | mannen     | 29e       | 1:51.02,48 |

### Volleybal
| Olympiër                | Discipline | Resultaat | Prestatie |
| Beach                   | Beach      | Beach     | Beach |
| ----------------------- | ---------- | --------- | --- |
| Nik Berger Oliver Stamm | mannen     | 9e        | voorronde: V van NOR Høidalen/Kjemperud: 6-15 herkansingen: W van ITA Raffaelli/Pimponi: 15-9 herkansingen 2: W van AUS Grinlaubs/Slack: 15-10 2de ronde: V van BRA de Melo/Santos: 14-16 |

### Wielersport
| Olympiër                         | Discipline      | Resultaat | Prestatie |
| Baan                             | Baan            | Baan      | Baan      |
| -------------------------------- | --------------- | --------- | --------- |
| Franz Stocher                    | puntenkoers (m) | 6e        | 8 punten  |
| Werner Riebenbauer Roland Garber | ploegkoers (m)  | 5e        | 10 punten |
|                                  |                 |           |           |
| Michaela Brunngraber             | puntenkoers (v) | 15e       | 0 punten  |
| Weg                              |                 |           |           |
| René Haselbacher                 | tijdrit (m)     | 34e       | 1:02.38   |

### Zeilen
| Olympiër                           | Discipline     | Resultaat | Prestatie                                   |
| ---------------------------------- | -------------- | --------- | ------------------------------------------- |
| Christoph Sieber                   | mistral (m)    | Goud      | 38 punten: (1-2-1-24-1-10-7-23-4-5-7)       |
|                                    |                |           |                                             |
| Denise Cesky                       | europe (v)     | 20e       | 134 punten: (22-22-6-9-15-9-14-16-26-24-21) |
|                                    |                |           |                                             |
| Andreas Geritzer                   | laser          | 5e        | 78 punten: (2-11-38-9-11-7-15-15-DNF-5-3)   |
| Roman Hagara Hans Peter Steinacher | tornado klasse | Goud      | 16 punten: (3-1-2-1-1-4-1-1-2-DNC)          |

### Zwemmen
| Olympiër             | Discipline           | Resultaat | Prestatie                                                   |
| -------------------- | -------------------- | --------- | ----------------------------------------------------------- |
| Hannes Kalteis       | 400m vrije slag (m)  | 42e       | serie 3: 8ste in 4.03,66                                    |
| Hannes Kalteis       | 1500m vrije slag (m) | 25e       | serie 5: 7de in 15.32,90                                    |
| Markus Rogan         | 100m rugslag (m)     | 33e       | serie 3: 2de in 57,35                                       |
| Markus Rogan         | 200m rugslag (m)     | 27e       | serie 3: 4de in 2.02,84                                     |
| Patrick Schmollinger | 100m schoolslag (m)  | 22e       | serie 6: 3de in 1.02,87                                     |
| Maxim Podoprigora    | 200m schoolslag (m)  | 11e       | serie 7: 2de in 2.14,37 (NR) halve finale 1: 6de in 2.14,20 |
| Michael Windisch     | 200m vlinderslag (m) | 28e       | serie 3: 6de in 2.01,20 (NR)                                |
| Markus Rogan         | 200m wisselslag (m)  | 27e       | serie 4: 3de in 2.05,15                                     |
| Markus Rogan         | 400m wisselslag (m)  | 26e       | serie 4: 8ste in 4.24,62                                    |
|                      |                      |           |                                                             |
| Judith Draxler       | 50m vrije slag (v)   | 31e       | serie 9: 8ste in 26,26                                      |
| Judith Draxler       | 100m vrije slag (v)  | 27e       | serie 5: 7de in 57,40                                       |
| Elvira Fischer       | 200m schoolslag (v)  | 19e       | serie 4: 8ste in 2.30,05                                    |
| Petra Zahrl          | 200m vlinderslag (v) | 23e       | serie 2: 3de in 2.13,29 (NR)                                |

Albanië · Algerije · Amerikaanse Maagdeneilanden · Amerikaans-Samoa · Andorra · Angola · Antigua en Barbuda · Argentinië · Armenië · Aruba · Australië · Azerbeidzjan · Bahama's · Bahrein · Bangladesh · Barbados · België · Belize · Benin · Bermuda · Bhutan · Bolivia · Bosnië en Herzegovina · Botswana · Brazilië · Britse Maagdeneilanden · Brunei · Bulgarije · Burkina Faso · Burundi · Cambodja · Canada · Centraal-Afrikaanse Republiek · Chili · China · Chinees Taipei · Colombia · Comoren · Congo-Brazzaville · Congo-Kinshasa · Cookeilanden · Costa Rica · Cuba · Cyprus · Denemarken · Djibouti · Dominica · Dominicaanse Republiek · Duitsland · Ecuador · Egypte · El Salvador · Equatoriaal-Guinea · Eritrea · Estland · Ethiopië · Fiji · Filipijnen · Finland · Frankrijk · Gabon · Gambia · Georgië · Ghana · Grenada · Griekenland · Groot-Brittannië · Guam · Guatemala · Guinee · Guinee‑Bissau · Guyana · Haïti · Honduras · Hongarije · Hongkong · Ierland · IJsland · India · Indonesië · Irak · Iran · Israël · Italië · Ivoorkust · Jamaica · Japan · Jemen · Joegoslavië · Jordanië · Kaaimaneilanden · Kaapverdië · Kameroen · Kazachstan · Kenia · Kirgizië · Koeweit · Kroatië · Laos · Lesotho · Letland · Libanon · Liberia · Libië · Liechtenstein · Litouwen · Luxemburg · Macedonië · Madagaskar · Malawi · Malediven · Maleisië · Mali · Malta · Marokko · Mauritanië · Mauritius · Mexico · Micronesië · Moldavië · Monaco · Mongolië · Mozambique · Myanmar · Namibië · Nauru · Nederland · Nederlandse Antillen · Nepal · Nicaragua · Nieuw-Zeeland · Niger · Nigeria · Noord-Korea · Noorwegen · Oeganda · Oekraïne · Oezbekistan · Oman · Oostenrijk · Pakistan · Palau · Palestina · Panama · Papoea-Nieuw-Guinea · Paraguay · Peru · Polen · Portugal · Puerto Rico · Qatar · Roemenië · Rusland · Rwanda · Saint Kitts en Nevis · Saint Lucia · Saint Vincent en Grenadines · Salomonseilanden · Samoa · San Marino ·  Sao Tomé en Principe · Saoedi-Arabië · Senegal · Seychellen · Sierra Leone · Singapore · Slovenië · Slowakije · Soedan · Somalië · Spanje · Sri Lanka · Suriname · Swaziland · Syrië · Tadzjikistan · Tanzania · Thailand · Togo · Tonga · Trinidad en Tobago · Tsjaad · Tsjechië · Tunesië · Turkije · Turkmenistan · Uruguay · Vanuatu · Venezuela · Verenigde Arabische Emiraten · Verenigde Staten · Vietnam · Wit-Rusland · Zambia · Zimbabwe · Zuid-Afrika · Zuid-Korea · Zweden · Zwitserland · Individuele olympische atleten